# The Brandon Sun
The Brandon Sun est un journal imprimé à Brandon (Manitoba) qui paraît du lundi au samedi. Il est le premier journal d'archives pour l'Ouest du Manitoba et comprend des nouvelles importantes de politique, de criminalité, d'affaires et de sports. Le Brandon Sun publie également un hebdomadaire, Westman This Week, édition avec des colonnes locales et des listes d'événements qui est distribué gratuitement à la ville entière.
Il a été fondé par Will White, dont la première édition est imprimée le 19 janvier 1882. Après un certain temps sous un conseil d'administration, J.B. Whitehead a acheté la majorité des actions en 1903, et a pris le plein contrôle en 1911. Il a dirigé le journal jusqu'en 1937, date à laquelle son fils Ernest C. Whitehead l'a repris. La famille Whitehead contrôlait le Brandon Sun jusqu'en 1987, date à laquelle il a été vendu à Thomson Newspapers qui en était propriétaire jusqu'en 2001.
Le journal est actuellement détenu par FP Canadian Newspapers, qui possède également et exploite Winnipeg Free Press, alumni of the Sun comprennent Henry Champ, Haroon Siddiqui, Charles Gordon et Lubor J. Zink.

## Voir également
- Liste de journaux au Canada